# Walzenvorschub
Walzenvorschübe sind häufig an Pressen mit Automatik- bzw. Dauerhub-Betriebsarten zu finden. Der Walzenvorschub wird dabei in der Regel am Maschinentisch angebracht und ist, entweder über ein Gewindesystem, eine hydraulische Hebeeinheit oder elektrisch, in der Höhe stufenlos verstellbar.

## Aufbau
Der Walzenvorschub besteht aus:
- den Vorschubwalzen als eigentlichen Vorschubelementen
  - oberer Rolle
  - unterer Rolle
- Führungsrollen
- Pneumatik- bzw. Hydraulikzylinder (Lüftungszylinder)
- elektrischer Steuerung.

Am Einzug (vorderer Teil des Vorschubs) befinden sich die Führungsrollen, die sich je nach Krümmung des Materials neigen und somit eine „saubere“ Führung des Materials zulassen.
Bevor das Material zu den Vorschubwalzen gelangt, wird über einen Sensor abgefragt, ob das Band vorhanden ist. Danach wird das Material von den Vorschubwalzen eingezogen. Die Vorschubwalzen bestehen aus der oberen und unteren Walze. Die obere Walze ist verstellbar gelagert und kann somit auf jede Materialdicke eingestellt werden. Weiterhin ist an der oberen Walze der Lüftungszylinder befestigt. Dieser hebt nicht nur die Walze, sondern übt auch Druck auf sie aus, um das Material vorzuschieben.

### Automatikablauf
Das Band ist in den Vorschub eingeführt, die Maschine wurde auf Automatik geschaltet und übernimmt nun den Startbefehl für den Vorschub. Das Material wird zum Zeitpunkt X durch die Vorschubwalzen eingezogen und ins Maschineninnere transportiert. Bei gewissen Produktionsabläufen ist es notwendig, dass die Vorschubwalzen das Material loslassen, sobald das Material bearbeitet wird, z. B. bei Stanzvorgängen bei der Metallverarbeitung. Dieses „Loslassen“ wird als Zwischenlüften bezeichnet und vom Hebezylinder ermöglicht. Je nach Materialstärke wird der Vorschub mit hydraulischer (bei dicken Materialstärken) oder pneumatischer (dünne Materialstärken, meistens bis 7 mm) Zwischenlüftung eingesetzt. Nach Beenden der Materialbearbeitung wird die obere Walze wieder gesenkt und angepresst, um ein erneutes Vorschieben des Materials zu ermöglichen.

### Elektrische Steuerung
Die Zeitpunkte für den Vorschub und das Zwischenlüften werden meistens über ein Nockenschaltwerk oder einen Drehgeber an der Pressenwelle realisiert. Über die Winkelangaben wird dann in der Vorschubsteuerung der Startbefehl programmiert. Startbefehle von 0° bis 360° sind möglich.